# Salvador Ritort i Faus
Salvador Ritort i Faus (Castellciutat, 11 de setembre del 1888 – Tarragona, 18 d'agost del 1955) va ser sacerdot, organista i compositor.

## Biografia
Als vuit anys inicià la seva formació musical com a escolà de Montserrat, i estudià violí, orgue, harmonia i composició. Ingressà al seminari d'Urgell, on seguí la carrera eclesiàstica i amplià els estudis musicals amb l'organista de la catedral de la Seu d'Urgell, mossèn Enric Marfany. El 1912 aconseguí la plaça d'organista de Ponts i dos anys més tard guanyà per oposició la plaça d'organista segon de la catedral de Tarragona. L'any 1926 accedí per oposició al càrrec de professor de música de la Casa Provincial de Beneficència i hi restà tota la resta de la seva vida (1926-1955). Va ser sotsdirector de l'Orfeó Tarragoní (que dirigia Josep Gols, primer, i el seu fill Xavier Gols, després) i fundà (el 1929 ) l'Escolania de la Mare de Déu de la Mercè. Publicà alguns articles de crítica musical a la premsa local. Tingué com alumnes el director Josep Maria Malato Ruiz, el músic i compositor Josep Juncà i Albert, el músic Pere Godall i Gandia i la contralt Francesca Vidal i Guinovart.
Com a compositor va ser autor de música sacra (misses, responsoris, motets i pregàries), cantates, obres per a formacions de corda i per a gran banda, cor gran i orquestra, goigs, himnes, cançons infantils i ballables. També va col·laborar amb l'Estación Central Radio-Emisora de Buenos Aires, per a la qual va compondre diverses peces populars. La major part de la seva producció musical es conserva a l'Arxiu Històric de la Diputació de Tarragona.
L'ajuntament de Tarragona li dedicà un carrer.

## Obres
- La Balanguera, suite per a gran orgue
- Ball de faixes de Maldà (1954)
- Ball de majorales d'Ulldemolins
- Caramelles, dedicat al santuari de Santa Maria de Paretdelgada
- Danses pirinenques, per a piano a quatre mans i quartet de corda
- Goigs a la Mare de Déu de Puigcerver d'Alforja (1940), a sant Isidre de Puigdelfí (1944), a la Verge de les Sogues de Bellvís (1946), a la Verge de la Misericòrdia de Reus (1954), a la Mare de Déu de Passanant (1955), a sant Antoni de Pàdua del santuari de la Mare de Déu de l'Ajuda de Tarragona (1935), a l'apòstol sant Pau de l'antiga capella del Seminari Pontifici de Tarragona (lletra de Carles Cardó), a sant Magí del Mar i a la Mare de Déu de la Salut de Tarragona, a la Mare de Déu dels Torrents de Vimbodí, a sant Miquel (amb lletra d'Hilari d'Arenys de Mar)
- Havanera de Caramelles (1908), americana composta per a les caramelles de Castellciutat
- Himno a la agrupación coral de Vila-seca "La Unió" (1956), amb lletra de Josep Devesa
- Hossana Filio David
- Miserere, a una sola veu i orgue
- Missa Stella Maris, per a cor i orquestra
- Montserrat, poema
- La Passió del Morell (anys 50)
- La Seca, la Meca i la vall d'Andorra, suite burlesca
- Suite per a banda
- Suite núm. 2, per a orquestra (comprèn les peces El pardal, L'hereu Riera i Els tres tambors)
- Te Deum (1922), a dues veus amb acompanyament d'orgue
- Vals humorístic a sis veus, per a veu i orquestra
- Xano-xano-xim, suite burlesca per a cor i cobla (o orquestra)

### Sardanes
- L'aplec de Sant Magí
- Campanes al vol
- Núria
- El rector de Vallfogona
- Ribetana
- Tantost la hivernada

## Gravacions
- DVD II Concert Homenatge a Mn. Salvador Ritort i Faus, que gravaren el 25 de novembre del 2005 el Cor i Orquestra del Conservatori de la Diputació de Tarragona, el Cor Ciutat de Tarragona, el Cor i Orquestra dels Amics de la Catedral i l'organista Jordi Vergés (Tarragona: Arquebisbat de Tarragona, 2006)